# Lawrence Hargrave
Lawrence Hargrave (Greenwich, 29 de janeiro de 1850 — Sydney, 6 de julho de 1915) foi um engenheiro, explorador, astrônomo, inventor e pioneiro da aeronáutica britânico emigrado na Austrália.
Em 12 de novembro de 1894 efetuou o primeiro voo de um ser humano numa pipa (papagaio) em Stanwell Park, Austrália.

## Início de vida
Hargrave era o segundo filho de John Fletcher Hargrave. Foi educado na Queen Elizabeth's Grammar School, Kirkby Lonsdale, em Westmorland. Emigrou para a Austrália com sua família, chegando a Sydney em 5 de novembro de 1865 em La Hogue. Hargrave circum-navegou a Austrália no Ellemere depois que lhe foi oferecido um lugar no navio.  Apesar de já ter mostrado habilidade em matemática na sua escola inglesa, ele falhou no exame de matrícula e em 1867 iniciou um estágio em engenharia com a Australasian Steam Navigation Company em Sydney.  Ele depois considerou a experiência de grande utilidade nos construção dos seus aeromodelos.

## A aeronáutica

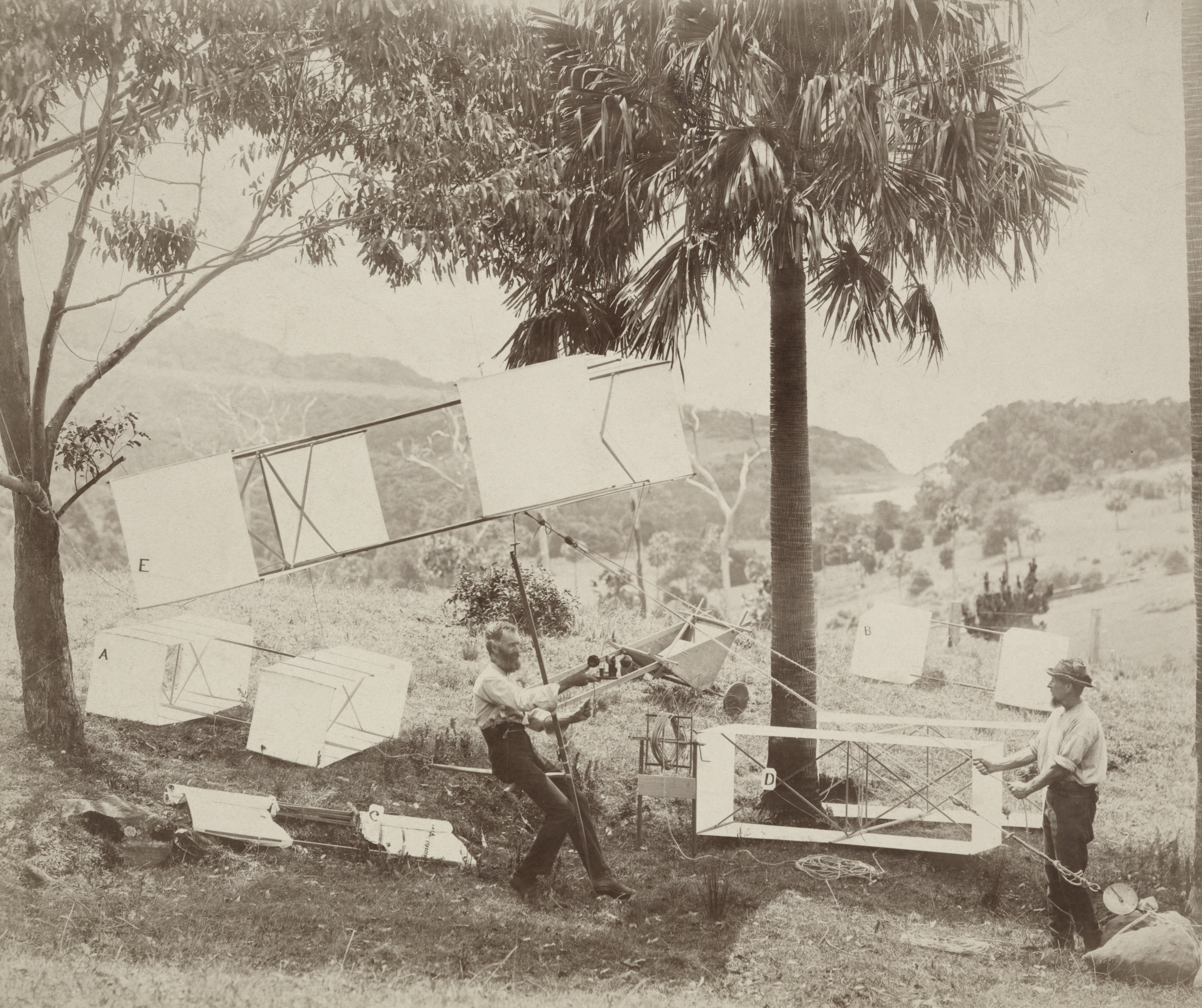
Hargrave (sentado) e Swain demonstraram as pipas de sustentação em formato de caixa (designadas: A, B, D, e E), cintos de sustentação e molas de acionamento no terreno atrás do Stanwell Park, em novembro de 1894.

Em 1872, como um engenheiro, ele viajou para Nova Guiné, mas o navio Maria ficou danificado e em 1875 ele embarcou novamente como engenheiro na expedição de William John Macleay para o Golfo de Papua. Em 1977 retornou a Sydney e juntou-se à Royal Society of New South Wales. No ano seguinte tornou-se assistente de observação astronômica no Sydney Observatory. Aí permaneceu cerca de cinco anos, retirando-se em 1883. Dedicou o resto de sua vida à pesquisa científica.
Hargrave esteve interessado em experimentos de todo o tipo na infância, particularmente aqueles relacionados a máquinas voadoras.  Quando seu pai morreu em 1885, Hargrave herdou uma fortuna e pôde dedicar-se totalmente à ciência. Por algum tempo deu particular atenção ao voo dos pássaros. Ele escolheu viver e experimentar seus aeromodelos em Stanwell Park, um lugar que oferecia ventos excelentes, sendo até hoje o mais famoso e procurado endereço australiano para voos de asa-delta e parapente.
Em uma impressionante carreira produtiva, Hargrave inventou diversos engenhos, mas nunca patenteou qualquer um deles: ele não precisava do dinheiro, acreditava apaixonadamente na comunicação científica como chave para o progresso.
Entre muitas, três das invenções de Hargrave foram de grande importância:
- O estudo de aerofólios curvos, em particular aqueles com terminação muito fina.
- A pipa caixa (1893), que melhorou muito a relação sustentação/arrasto dos primeiros planadores.
- O trabalho no motor giratório, que equipou muitos dos primeiros aviões até 1920.

## A célula de Hargrave

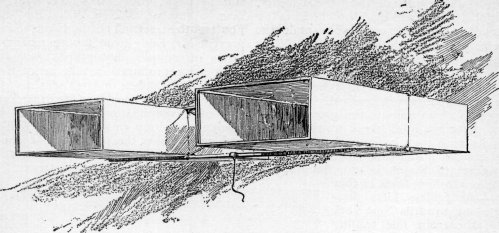
A pipa caixa de Hargrave, ou célula de Hargrave.

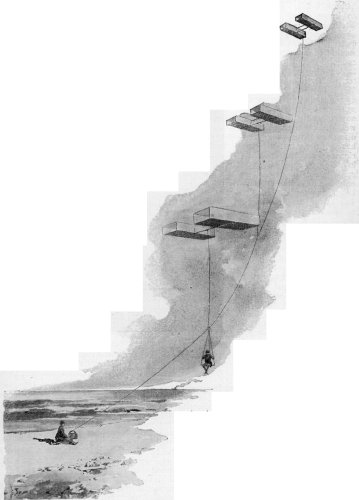
Hargrave suspenso a quase 5 m do solo por um conjunto de suas pipas em tandem.

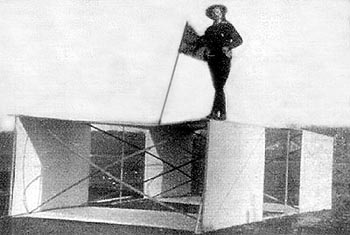
Uma pipa caixa de Samuel Franklin Cody, em 1899.

As pipas de Hargrave tinham um formato peculiar de caixas, o que fez com que mais tarde eles ficassem conhecidas como pipas caixa ou células de Hargrave. Ele fez inúmeros experimentos e modelos para testes com essas pipas, comunicando suas descobertas numa série de artigos à Royal Society of New South Wales., que mais tarde demonstraram que ele estava no caminho certo. Artigos publicados entre 1893 e 1895, descrevem seus experimentos com pipas motorizadas.
De grande importância para os trabalhos pioneiros sobre o voo motorizado, foi o feito de Hargrave ter sido ele mesmo elevado do solo por um conjunto de quatro de suas pipas caixa em Stanwell Park em 12 de novembro de 1894. Auxiliado por James Swain, seu caseiro, o conjunto de pipas foi amarrado a dois sacos de areia como forma de âncora. Hargrave carregava um anemômetro e um inclinômetro para medir a velocidade do vento e o ângulo da linha de pipas. Ele se elevou a quase 5 metros num vento de 33,8 km/h.
Esse experimento foi largamente divulgado e estabeleceu a pipa caixa como uma plataforma aérea estável. Hargrave reivindicou que "Os ganhos específicos obtidos com esse experimento foram: a demonstração que um dispositivo extremamente simples pode ser construído, transportado e pilotado por um homem; e que uma maneira segura de levantar voo com uma máquina sem risco de acidente, e descer, está agora à disposição de quem quiser fazer uso dele".
Isso foi visto e considerado por Abbott Lawrence Rotch do observatório meteorológico da Universidade Harvard que construiu uma pipa desse tipo adotando uma modificação para o departamento de clima e tempo dos Estados Unidos, e o uso de pipas caixa para observações meteorológicas se espalhou pelo Mundo.
O princípio foi logo adotado em vários planadores, e em 1906, Santos Dumont usou também o princípio das pipas caixa no seu 14 Bis, com o qual ele efetuou o primeiro voo reconhecido oficialmente de um mais pesado que o ar. Até 1909, os modelos usando o princípio das pipas caixa era o mais comum na Europa.

## Outras contribuições
Hargrave não limitou seus estudos e experimentos. Em 1889 ele inventou o motor giratório, sem no entanto atrair muita atenção, tanto que o seu princípio de funcionamento precisou ser "redescoberto" pelos irmãos Seguin em 1908. Devido ao peso dos materiais disponíveis na sua época, ele não conseguiu obter sucesso no seu uso em voo. No entanto, esse tipo de motor foi bastante utilizado nos primeiros anos da aviação.
O trabalho de Hargrave inspirou Alexander Graham Bell a iniciar seus próprios experimentos com pipas em tetraedro. O trabalho de Hargrave no entanto, não foi suficientemente reconhecido enquanto ele ainda era vivo. Uma doação de algumas de suas pipas feita por ele ao governo de Nova Gales do Sul demorou tanto para ser aceito que acabou sendo levado por um grupo de professores alemães que os levaram para o museu de Munique. Hargrave também efetuou experimentos com um hidroplano, com a aplicação do princípio do giroscópio a um carro de apenas uma roda, e "navios propelidos por ondas".
O único irmão de Hargrave foi morto na Batalha dos Dardanelos em maio de 1915, durante a Primeira Guerra Mundial. Hargrave foi operado de apendicite mas sofreu de peritonite logo depois e faleceu em Julho de 1915, sendo enterrado no cemitério de Waverley em Sydney.
As habilidades manuais de Hargrave tornavam seus modelos muito bem acabados. Ele era otimista, modesto e humanista, tanto que se recusava a patentear seus inventos, buscando simplesmente contribuir para a evolução do conhecimento humano. Muitos ridicularizavam os seus esforços e duvidavam que ele pudesse fazer alguma contribuição importante. Uma honrosa exceção foi o professor Richard Threlfall, que quando presidente da Royal Society of New South Wales em maio de 1895, discursou sobre a sua "forte convicção da importância do trabalho feito por Hargrave com o objetivo de resolver o problema do voo artificial", chamando-o de "inventor do voo humano", e a dívida que os irmãos Wright tinham com ele, e prosseguiu: "a evolução que ele propiciou à conquista do ar pelo homem foi tão importante e gerou tantas consequências que ele deveria ser lembrado como um grande inventor, que provavelmente fez muito mais pela obtenção de um voo prático que qualquer outra pessoa".